# Caraipa jaramilloi
Caraipa jaramilloi, brea caspi,  es una especie de planta con flor en la familia Clusiaceae.
Es un árbol maderable endémico del Perú. Está amenazado por pérdida de hábitat

## Fuente
- World Conservation Monitoring Centre 1998.  Caraipa jaramilloi.   2006 IUCN Lista Roja de Especies Amenazadas; bajado 20 de julio de 2007